# Tang Kueng
Tang Kueng is een bestuurslaag in het regentschap Pidie van de provincie Atjeh, Indonesië. Tang Kueng telt 404 inwoners (volkstelling 2010).